# احمد بن محمد سرخسی
ابوالعباس احمد بن محمد سرخسی یکی از دانشمندان ایرانی سدهٔ چهارم هجری است که در ستاره‌شناسی و پزشکی تخصص داشت. از آثار مهم او کتاب المدخل الی علم النجوم است. وی در سال ۳۴۶ هجری درگذشت.